# Isla Bull
La isla Bull (en irlandés: Oileán an Tairbh), o más exactamente North Bull Island (Oileán an Tairbh Thuaidh) es una isla que se encuentra en la bahía de Dublín en la República de Irlanda, alrededor de 5 km de largo y 800 m de ancho, que queda aproximadamente paralelo a la orilla frente a Clontarf (incluyendo Dollymount), Raheny, Kilbarrack, y frente a Sutton. La isla, con una playa de arena que recorre toda su longitud, es un resultado relativamente reciente e inconsciente de la intervención humana de la bahía.
En el pasado, la bahía de Dublín tenía un problema con los sedimentos sobre todo a la desembocadura del río Liffey. Un puente de madera, el primer puente de Bull Bull Bridge, fue erigido en 1819 para facilitar la construcción de un muro de piedra, basada en un diseño de un ingeniero de Ballast, George Halpin. El muro de Bull se acabó en 1825. A lo largo de los posteriores 48 años, los efectos naturales de la marea creados por los muros profundizaron la entrada del Liffey desde 1.8 m hasta 4.8 m. Entonces los sedimentos empezaron a depositarse en el North Bull, y comenzó a surgir una verdadera isla, con los dublineses atreviéndose a ir a la playa en crecimiento. La isla siguió creciendo en extensión, desde el muro de Bull hacia Howth Head. 